# Andrônico Lampardas
Andrônico (português brasileiro) ou Andrónico (português europeu) Lampardas (em grego: Ἀνδρόνικος Λαπαρδάς), chamado também de Andrônico Lapardas, foi um general bizantino do final do período Comneno que recebeu o título de sebasto e era ainda vestiarita e cartulário na corte.
Andrônico comandou a ala direita do exército bizantino na Batalha de Sirmio em 1167, uma vitória decisiva sobre o Reino da Hungria que garantiu aos bizantinos o controle da região ocidental dos Bálcãs. Em 1182, o rei Béla III da Hungria atacou as fortalezas bizantinas de Belgrado e Braničevo e a guerra continuou pelo ano seguinte, quando os sérvios se juntaram aos húngaros. Na época, os exércitos de fronteira bizantinos eram comandados pelos experientes generais Aleixo Branas e Andrônico Lampardas.
Contudo, notícias de que Andrônico I Comneno havia tomado o poder em Constantinopla dividiram os dois generais, que recuaram em direção da Porta de Trajano.
Assim que Andrônico conseguiu se consolidar no trono, enviou Lampardas com uma grande força para enfrentar João Comneno Vatatzes, sobrinho do antigo imperador Manuel I Comneno, que se insurgiu na Anatólia ocidental. Vatatzes, que estava muito doente, encontrou o exército de Lampardas perto de Filadélfia e o derrotou, perseguindo as desesperadas tropas de Lampardas por algum tempo. Porém, poucos dias depois, ele próprio faleceu e sem sua liderança, a revolta rapidamente se dissipou